# Cementerio de Hietaniemi
El Cementerio de Hietaniemi (en finés: Hietaniemen hautausmaa, en sueco: Sandudds begravningsplats) se encuentra principalmente en el sector de Lapinlahti y en parte en el distrito de Etu-Töölö de Helsinki, capital de Finlandia. Es el lugar donde se prestan los servicios funerarios del estado finlandés.
El cementerio cuenta con un gran sección militar dedicada a los soldados de la capital que cayeron en las guerras contra la Unión Soviética y la Alemania nazi: la Guerra de Invierno (1939-1940), la Guerra de Continuación (1941-1944) y la Guerra de Laponia (1944-1945). En el centro del cementerio militar están las tumbas de los soldados desconocidos y la del Mariscal Mannerheim. Otras secciones notables del cementerio incluyen la dedicada a la Guardia Finlandesa, la Colina del Artista y la arboleda del estadista.
Hietaniemi significa "cabo de arena" y es un promontorio situado en el centro de Helsinki.